# گل وحشی (ترانه بیلی آیلیش)
«گل وحشی» (انگلیسی: Wildflower) ترانه‌ای از خواننده و ترانه‌پرداز آمریکایی، بیلی آیلیش است. این ترانه در ۱۷ مه ۲۰۲۴ به عنوان پنجمین ترانه از سومین آلبوم استودیویی او به نام هیت می هارد اند سافت (۲۰۲۴) توسط دارک‌روم و اینترسکوپ رکوردز منتشر شد.

## گواهی‌نامه‌ها
| منطقه                                                                            | گواهی     | واحد گواهی‌شده/فروش |
| -------------------------------------------------------------------------------- | --------- | ------------------ |
| استرالیا (آی‌اف‌پی‌آی استرالیا)                                                     | ۲× پلاتین | ۱۴۰٬۰۰۰            |
| بلژیک (بی‌ئی‌ای)                                                                   | طلا       | ۲۰٬۰۰۰             |
| کانادا (میوزیک کانادا)                                                           | ۲× پلاتین | ۱۶۰٬۰۰۰            |
| فرانسه (اس‌ان‌ئی‌پی)                                                                | طلا       | ۱۰۰٬۰۰۰            |
| نیوزیلند (آرآی‌ای‌ان‌زد)                                                            | پلاتین    | ۳۰٬۰۰۰             |
| لهستان (زدپی‌ای‌وی)                                                                | پلاتین    | ۵۰٬۰۰۰             |
| پرتغال (انجمن صنفی گرامافون)                                                     | پلاتین    | ۱۰٬۰۰۰             |
| اسپانیا (سازنده‌های موسیقی)                                                       | طلا       | ۳۰٬۰۰۰             |
| بریتانیا (بی‌پی‌آی)                                                                | طلا       | ۴۰۰٬۰۰۰            |
| ایالات متحده (آرآی‌ای‌ای)                                                          | پلاتین    | ۱٬۰۰۰٬۰۰۰          |
| استریم                                                                           |           |                    |
| یونان (آی‌اف‌پی‌آی یونان)                                                           | پلاتین    | ۲٬۰۰۰٬۰۰۰          |
| رقم فروش+پخش جاری تنها بر پایهٔ گواهی‌ها. · رقم فقط پخش جاری تنها بر پایهٔ گواهی‌ها. |           |                    |